# 20373 Fullmer
A 20373 Fullmer (ideiglenes jelöléssel 1998 KX37) a Naprendszer kisbolygóövében található aszteroida. A LINEAR projekt keretében fedezték fel 1998. május 22-én.